# Mesosa pardina
Mesosa pardina es una especie de escarabajo longicornio del género Mesosa, categorizada en la tribu Mesosini, de la subfamilia Lamiinae. Fue descrita por Heller en 1926.

## Descripción
Mide 12-14 mm de longitud.

## Distribución
Se distribuye por Filipinas.